# Zagorje, Žitara vas
Zagorje (nemško Sagerberg) je naselje v Občini Žitara vas v Okraju Velikovec na Koroškem v Avstriji.